# موراوسکه برانیتسه
موراوسکه برانیتسه (به چکی: Moravské Bránice) یک منطقهٔ مسکونی در جمهوری چک است که در ناحیه برنو-تسوونتری واقع شده‌است. موراوسکه برانیتسه ۸٫۱۸ کیلومتر مربع مساحت و ۹۱۰ نفر جمعیت دارد و ۲۰۵ متر بالاتر از سطح دریا واقع شده‌است.